# Les Poètes maudits
Pour les articles homonymes, voir Poète (homonymie) et Poète maudit.
Les Poètes maudits est un ouvrage de Paul Verlaine, publié une première fois en 1884 puis dans une édition augmentée et illustrée en 1888.
L'expression « poète maudit » est depuis passée dans le langage courant.

## Ouvrage

### Contenu et première édition
Dans cet ouvrage, à la fois anthologie et essai, le poète Paul Verlaine rend hommage au Parnasse français « décadent » qui marqua la fin du Second Empire et les débuts de la Troisième République. 
Dans la première édition, parue sous forme de plaquette chez Léon Vanier le 19 avril 1884, trois poètes y font l'objet de longues notices, à savoir : Tristan Corbière, Arthur Rimbaud et Stéphane Mallarmé. 
Ces notices avaient été auparavant pré-publiées dans un périodique, sous forme d'articles, livrés entre août 1883 et janvier 1884 dans la rubrique « Poètes maudits » de la revue Lutèce. 
Dans l'édition originale parue chez Vannier qui permet donc la réunion des trois articles, l'éditeur annonce un tirage de 255 exemplaires, ce qui est peu, et un prix de vente à 3 francs, pour un total de 56 pages. L'ouvrage est illustré de trois portraits, placés en hors-texte au début de chacune des notices : ce sont des photocompositions produites par l'imprimerie de Lutèce (dirigée par Léon Épinette, sise au 16 boulevard Saint-Germain) d'après, respectivement, un portrait authentique de Corbière de 1873, la photographie prise par Carjat de Rimbaud en d'octobre 1871, et enfin le portrait peint par Édouard Manet en 1876 de Mallarmé. Ces détails sont donnés par Verlaine lui-même au tout début de son ouvrage en un « Avertissement à propos des portraits ci-joint », avant-propos daté « 25 février 1884 ».
Cette édition originale, fort rare, est conservée à la Bibliothèque nationale de France, en un exemplaire numérisé, lequel comporte un envoi autographe de la main de Verlaine daté du 6 juillet 1891, destiné à Rodolphe Salis.

### Le seconde édition

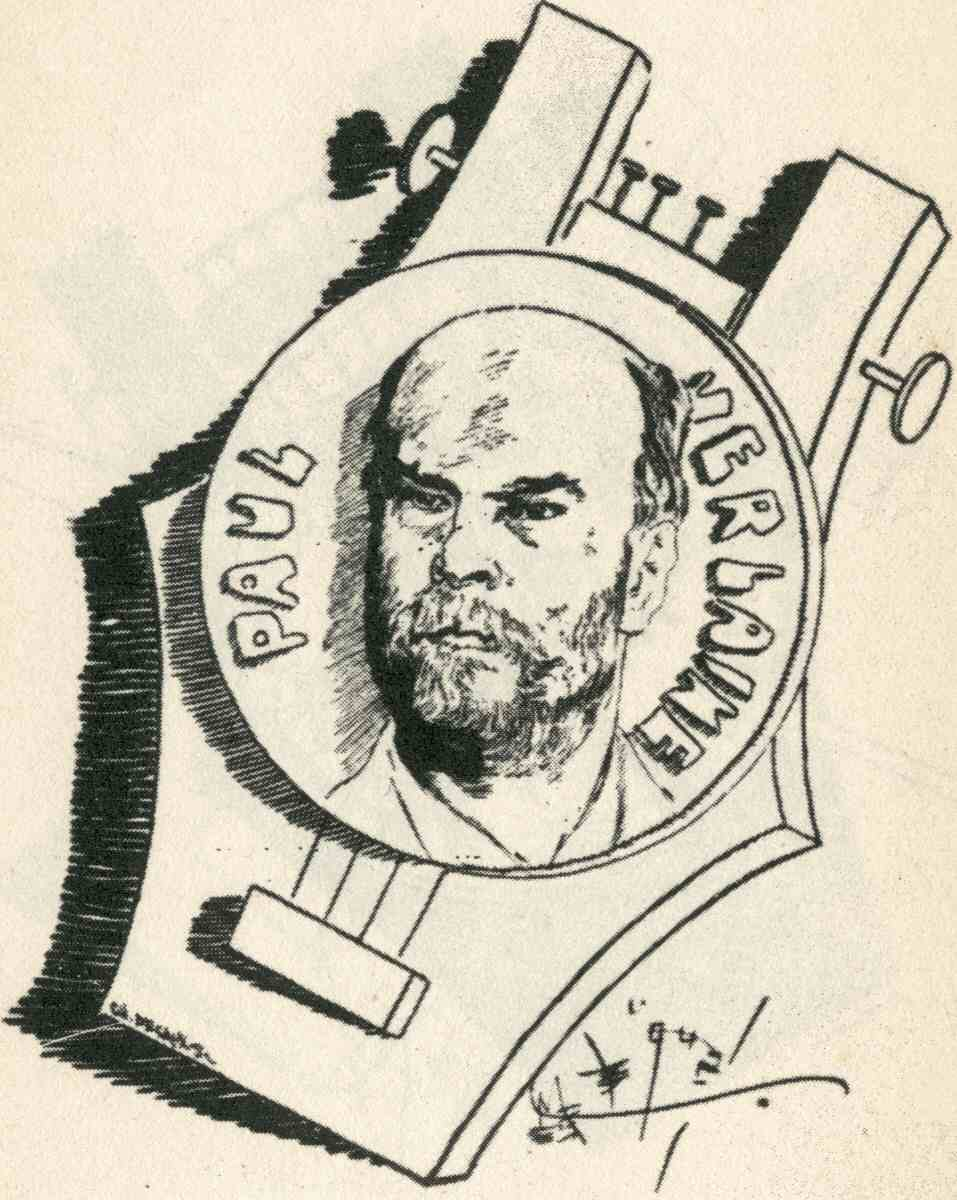
Vignette du frontispice ouvrant l'édition de 1888 et figurant Verlaine (dessin de Manuel Luque).

En août 1888, paraît toujours chez Léon Vannier, en un format de 112 pages, une « édition augmentée », ce qui revient à qualifier l'édition de 1884, de « première série », expression employée par l'éditeur lui-même. Le projet de Verlaine est clair : il ajoute au trois poètes précédents, trois nouveaux, qui sont Marceline Desbordes-Valmore, Villiers de l'Isle-Adam et Pauvre Lelian. Ce dernier est en fait l'anagramme de Paul Verlaine, ce qui veut dire que l'auteur de cet ouvrage s'inclut lui-même dans cette série de poètes maudits. Il faut également noter que seuls Rimbaud, Mallarmé et Villiers de L'Isle-Adam sont encore en vie au moment où paraît cet ouvrage : Verlaine l'ignore pour le premier, mais, pour les deux autres, il les connaît bien par ailleurs, puisqu'il échange avec eux une abondante correspondance.
L'ouvrage est cette fois imprimé chez Louis Boyer et Cie, imprimeur situé à Asnières, beaucoup plus gros que le précédent ; l'ouvrage est d'ailleurs proposé à 3,50 francs, ce qui signifie que le tirage est plus important. En termes d'illustrations, il est orné cette fois de six portraits originaux traduits par la photocomposition, qui ont été dessinés par le caricaturiste espagnol Manuel Luque, ce qu'indique bien la page de titre.
Précédent la page de titre, l'ouvrage s'ouvre sur un frontispice, une vignette représentant Paul Verlaine, en un portrait dessiné et signé par Luque, où le buste du poète figure comme en médaillon posé sur une lyre antique. 
Ensuite, vient l'avant-propos programmatique de Verlaine qui s'ouvre par ces mots : « C'est Poètes Absolus qu'il fallait dire pour rester dans le calme, mais, outre que le calme n'est guère de mise en ces temps-ci, notre titre a cela pour lui qu'il répond juste à notre haine, et, nous en sommes sûr, à celle des survivants d'entre les Tout-Puissants, pour le vulgaire des lecteurs d'élite — une rude phalange qui nous la rend bien ». Ce texte était déjà dans l'édition de 1884, comme étant les premiers mots de la notice consacrée à Corbière.
La réception de l'ouvrage fut assez lente et froide. Il faut attendre novembre 1888 pour une critique destinée à un public élargi, elle paraît en une du quotidien Gil Blas, daté 19 novembre et signée Colombine (Henry Fouquier). Quelques semaines plus tôt, Le Décadent, une feuille assez confidentielle où travaille Verlaine, fait bien entendu la recension de l'ouvrage, par le biais de Louis-Pilate de Brinn’Gaubast.

## Une expression devenue lieu commun
La notion romantique de « malédiction » du poète apparaît déjà en 1832 dans le roman d'Alfred de Vigny Stello, qui expose le problème des rapports entre poètes et société, anticipant sa pièce Chatterton : « (...) du jour où il sut lire il fut Poète, et dès lors il appartint à la race toujours maudite par les puissances de la terre... ». Figure tragique poussée à l'extrême, versant à l'occasion dans la démence, l'image du poète maudit constitue, en quelque sorte, le sommet indépassable de la pensée romantique. Elle domine une conception de la poésie caractéristique de la seconde moitié du XIXe siècle. 
L'expression « poète maudit » ayant fait florès, elle a servi au fil du temps à qualifier d'autres auteurs que les amis de Verlaine et à désigner plus généralement un poète qui, incompris dès sa jeunesse, rejette les valeurs de la société, se conduit de manière provocante, dangereuse, asociale ou autodestructrice (en particulier avec la consommation d'alcool et de drogues) et, en général, meurt avant que son génie ne soit reconnu à sa juste valeur.  
Ont ainsi pu recevoir ce qualificatif, et outre la liste établie par Verlaine (qui y incluait sa personne), des auteurs antérieurs comme Rutebeuf dit l'« Infortuné », François Villon, Nicolas Gilbert, Lord Byron, Thomas Chatterton, John Keats, Aloysius Bertrand, Pierre François Lacenaire, Gérard de Nerval, Edgar Allan Poe, ou contemporains comme  Charles Baudelaire, Lautréamont, Pétrus Borel, Charles Cros, Germain Nouveau ou encore Jules Laforgue. 
L'éditeur et poète Pierre Seghers publie en 1972 une première anthologie intitulée Poètes maudits d'aujourd'hui, dans laquelle il regroupe douze noms d'auteurs : Antonin Artaud, Gilberte H. Dallas, Jean-Pierre Duprey, André Frédérique, Roger Milliot, Gérald Neveu, Jacques Prevel, André de Richaud, Roger-Arnould Rivière, Armand Robin, Jean-Philippe Salabreuil et Ilarie Voronca.
D'autres encore, dont la vie poétique est associée à ce syntagme : Léon Deubel, Émile Nelligan, Olivier Larronde ou encore Jim Morrison, Ian Curtis[réf. nécessaire].

## Éditions
- 1884, Les Poètes maudits, première édition, Paris, L. Vanier lire en ligne sur Gallica
- 1888, Les Poètes maudits, seconde édition, Paris lire en ligne sur Gallica

### Ouvrages
- Jean-Luc Steinmetz, Ces Poètes qu'on appelle maudits, Genève, La Baconnière, coll. « Langage », 2020, 226 p. (ISBN 978-2-889600-27-4).
- Pascal Brissette (dir.) et Marie-Pier Luneau (dir.), Deux siècles de malédiction littéraire, Presses universitaires de Liège, 2017, 326 p. (ISBN 978-2-8218-9636-9, lire en ligne).
- Pascal Brissette, La Malédiction littéraire : Du poète crotté au génie malheureux, Montréal, Presses de l’Université de Montréal, coll. « Socius », 2005, 410 p. (ISBN 2-7606-1978-8, lire en ligne).
- Pierre Seghers, Anthologie des poètes maudits du xxe siècle, Paris, Belfond, 1985, 361 p. (ISBN 2-7144-1786-8).
- Pierre Seghers (éd.), Poètes maudits d'aujourd'hui : 1946-1970, Paris, Seghers, 1972.
- Étiemble, Le mythe de Rimbaud : Structure du mythe, Gallimard, 1952 (ISBN 2070222608).
- Gianpaolo Furgiuele, Les auteurs maudits et la malédiction littéraire : XIXe et XXe siècles, Paris, Armand Colin, 2023 (ISBN 978-2-200-63701-9).

### Articles
- Adrien Cavallaro, « “Un petit livre de critique, – ô de critique ! d’exaltation plutôt” : Ethos critique et configurations anthologiques des Poètes maudits (1884-1888) », Texto Poético, vol. 15, no 28,‎ juin./sept. 2019, p. 105-136 (ISSN 1808-5385)
- Marie Blaise et Sylvie Triaire, « Verlaine — Les Poètes Maudits ou la valeur paradoxale », dans Marie-Paul Berranger (dir.), Évolutions/Révolutions des valeurs critiques (1860-1940) : Mutations des idées de littérature, vol. 2, Presses universitaires de la Méditerranée, coll. « Collection des littératures », 2015, 67–82 p. (ISBN 978-2-36781-303-5, lire en ligne).
- Pascal Brissette, « Poète malheureux, poète maudit, malédiction littéraire : Hypothèses de recherche sur les origines d’un mythe », COnTEXTES, no 6,‎ septembre 2009 (lire en ligne).
- Till R. Kuhnle, « Portrait du poète en voyou, maudit, crapaud… : Aspects d’une poétique de la modernité  », Cahiers Benjamin Fondane, no 9,‎ 2006, p. 59-72.
- Michel Zink, « Poète sacré, poète maudit », dans Brigitte Cazelles et Charles Méla (dir.), Modernité au Moyen Âge, le défi du passé, Droz, coll. « Recherches et rencontres », 1990, p. 233-247.
- Jean-Luc Steinmetz, « Du poète malheureux au poète maudit (réflexion sur la constitution d’un mythe) », Œuvres & Critiques, vol. VII, no 1,‎ 1982, p. 75-86.
- (en) Diana Festa-McCormick, « The Myth of the Poètes Maudits », dans Robert L. Mitchell (dir.), Pre-text/Text/Context  : Essays on Nineteenth-Century French Literature, Ohio State University Press, 1980 (ISBN 978-0814203057), p. 199-215.